# 樱花路
《樱花路》（日语：サクラミチ）是韩国男子团体東方神起在日本发行的第43张单曲。于2015年2月25日由avex trax公司发行。

## 概要
这张单曲距上张单曲发行约3个多月，是团体为2015年发行的第一张单曲。附属的DVD中收录了主打曲《サクラミチ》的音乐录音带和影音幕后花絮。
初回限定版本封入特典是封面大小的卡片（6種中随机封入1种）。此曲作為《新娘暖簾4》主題曲。

## 收录内容
CD
1. 《サクラミチ (SAKURA MICHI)》
作詞：山本加津彦、作曲：山本加津彦
2. 《君のいない夜》
作詞：Katsuhiko Yamamoto、作曲：Katsuhiko Yamamoto
3. 《サクラミチ (SAKURA MICHI)》 REMIX（只在CD ONLY版本收录）
4. 《サクラミチ (SAKURA MICHI)》 -Less Vocal-
5. 《君のいない夜》 -Less Vocal-

DVD
- 只在初回限定盤版本收录。
- Bigeast盤与[CD+DVD]版的CD内容相同

1. 《サクラミチ (SAKURA MICHI)》 -Video Clip-
2. 《サクラミチ (SAKURA MICHI)》 -Video Clip- Off Shot Movie

## 銷售榜單成績

### Oricon公信榜
| Oricon榜單 | 最高位置 | 銷售量  | 總銷量   | 停留時間 |
| ---------- | -------- | ------- | -------- | -------- |
| 單曲日榜   | 2        | 95,879  | 136,446+ | 星期     |
| 單曲週榜   | 2        | 136,446 | 136,446+ | 星期     |
| 單曲月榜   | 3        | 136,446 | 136,446+ | 星期     |